# Budget de l'État de la république d'Azerbaïdjan
 (avril 2022).
Le système budgétaire de l’Azerbaïdjan est composé du budget de la république d’Azerbaïdjan, le budget de la république autonome de Nakhitchevan et les budgets locaux.

## Structure du budget
Les processus budgétaires sont réglés par la loi de finances dans tous les États. La législation budgétaire de la république d'Azerbaïdjan comprend la Constitution de la république d'Azerbaïdjan, la loi de la république d'Azerbaïdjan sur le système budgétaire, les lois sur le budget de l'État adoptées conformément à la loi sur le système budgétaire et autres actes normatifs, ainsi que les traités internationaux dans lesquels la république d'Azerbaïdjan est partie.
Le décret sur le système budgétaire de la république d'Azerbaïdjan a été signé le 2 juillet 2002. Le décret sur le système actuel a été modifié pour la dernière fois le 30 décembre 2016. Le décret prévoit la mise en place du système juridique, économique et du système budgétaire, les principaux principes du budget de l’État de l'Azerbaïdjan avec les budgets locaux et les fonds extrabudgétaires de l’État. En outre, le décret établit les bases pour la préparation et l’approbation du budget, ainsi que pour la réalisation et le contrôle du budget,,

## Budgets locaux
Les budgets locaux sont le budget des municipalités. C'est un document financier sérieux reflétant les objectifs réels de la municipalité. La formation, l'approbation et l'exécution des budgets locaux sont assurées par des organes d'autonomie locale. Les municipalités bénéficiant de subventions provenant du budget de l’État devraient soumettre le projet de budget local à l’autorité exécutive compétente (ministère des Finances de la république d’Azerbaïdjan) jusqu’au 1er mai, accompagnée des documents et informations pertinents.

## Budget de la république autonome de Nakhitchevan
Le système budgétaire de la république autonome de Nakhitchevan est défini par la Constitution de la république d'Azerbaïdjan et de la république autonome de Nakhitchevan, la loi sur le système budgétaire et d'autres actes législatifs. Le Conseil des ministres de la république autonome de Nakhitchevan prépare le budget de la république autonome et le présente au Medjlis Suprême pour approbation. L'exécution du budget est également effectuée par le Conseil des ministres. Le budget provient des impôts et taxes, qui sont déterminés par le Code des impôts de la république d'Azerbaïdjan ou par d'autres paiements. Les ressources budgétaires sont utilisées pour la réalisation de programmes sociaux et économiques, pour financer les activités de développement de la région et pour améliorer le bien-être de la population. Le budget de la république autonome du Nakhitchevan est utilisé pour le développement économique et social de la république autonome et la fourniture des travaux sur l’amélioration de prospérité de la population,.

## Liste des budgets de 1998 à 2018
| Année | Revenu     | Dépenses   | Surplus / Déficit |
| 1992  | 48 589 382 | 49 391 299 | −801 917          |
| 1993  | 35 203 226 | 61 367 055 | −26 163 829       |
| 1994  | 395 347    | 587 356    | −192 009          |
| 1995  | 1 584 700  | 2 141 894  | −557 194          |
| 1996  | 2 012 850  | 2 409 323  | −396 473          |
| 1997  | 2 565 209  | 2 943 532  | −378 323          |
| 1998  | 2 327 271  | 2 641 709  | −314 438          |
| 1999  | 2 797 640  | 3 257 188  | −459 548          |
| 2000  | 3 573 221  | 3 819 812  | −246 591          |
| 2001  | 3 924 032  | 4 037 504  | −113 472          |
| 2002  | 4 551 174  | 4 658 823  | −107 649          |
| 2003  | 6 104 469  | 6 172 725  | −68 256           |
| 2004  | 7 547 336  | 7 510 738  | 35 598            |
| 2005  | 10 276 070 | 10 703 404 | −427 334          |
| 2006  | 3 868 773  | 3 790 123  | 78 650            |
| 2007  | 6 006 601  | 6 086 190  | −79 589           |
| 2008  | 10 762 672 | 10 774 234 | −11 562           |
| 2009  | 10 325 935 | 10 503 858 | −177 923          |
| 2010  | 11 403 031 | 11 765 920 | −362 889          |
| 2011  | 15 700 702 | 15 397 522 | 303 180           |
| 2012  | 17 038 000 | 17 672 000 | −634 000          |
| 2013  | 19 159 000 | 19 850 000 | −691 000          |
| 2014  | 18 384 000 | 20 063 000 | −1 679 000        |
| 2015  | 19 438 000 | 21 100 000 | −1 752 000        |
| 2016  | 14 566 000 | 16 264 000 | −1 698 000        |
| 2017  | 16 255 000 | 16 900 000 | −645 000          |
| 2018, | 20 127 000 | 21 047 000 | −920 000          |